# 마시모 암브로시니
마시모 암브로시니(이탈리아어: Massimo Ambrosini, 1977년 5월 29일, 이탈리아 페사로 ~ )는 이탈리아의 은퇴한 축구 선수이다.

## 선수 경력

### 클럽 경력
암브로시니는 1994년 세리에 B의 AC 체세나에서 선수 생활을 시작해 1995년, 당시 파비오 카펠로 감독이 이끌던 세리에 A의 명문 AC 밀란으로 이적하였다. 이후 비첸차에서 임대 생활을 하였고, 1997-1998 시즌을 제외하곤 계속해서 AC 밀란에서 뛰었다. 부상으로 힘겨워하는 기간이 길고 확실한 주전 선수가 아니었지만, 출장하는 경기에선 좋은 활약을 보여 팀내에선 고참 선수 중 한 명으로서 승리에 공헌하는 선수이다. 2006-07 시즌 후반에는 안정적으로 출전해 팀의 챔피언스리그 우승에 공헌하였고, 밀란이 4-3-2-1의 포메이션을 사용해 출장 기회가 확대되자 이탈리아 축구 국가대표팀에도 복귀하였다. 팀의 주장이던 파올로 말디니가 2008-2009시즌을 마치고 은퇴함에 따라, 팀의 새로운 주장이 되었다. 그리고 4년 더 활약한 후, 2013년 6월 12일 18년간 활약한 AC 밀란을 떠난다고 밝혔다. 그리고 7월 5일 ACF 피오렌티나로 자유계약으로 입단했다.

### 국가대표팀 경력
이탈리아 축구 국가대표팀에선 1999년 4월 28일 자그레브에서 펼쳐친 크로아티아와의 경기에 처음으로 출전하였고, 이탈리아 대표로 나선 국제 대회로는 유로 2000과 유로 2008이 있다.

## 수상 기록

### 클럽
AC 밀란
- 세리에 A: 1996, 1999, 2004, 2011
- 코파 이탈리아: 2003
- 이탈리아 슈퍼컵: 2004
- UEFA 챔피언스리그: 2003, 2007
- UEFA 슈퍼컵: 2003, 2007
- FIFA 클럽 월드컵: 2007

### 국가대표팀
이탈리아
- 유럽축구선수권대회 준우승: 2000

### 훈장
5급 훈장: Cavaliere Ordine al Merito della Repubblica Italiana: (2000)